# Ducknapped!
Ducknapped! is een livealbum van Richard Thompson, opgenomen tijdens zijn tour van 2003, ter ondersteuning van het The Old Kit Bag-album. Het album werd uitgebracht in juli 2003 op zijn Beeswing-label. 

## Nummers
Alle nummers zijn gecomponeerd door Richard Thompson.
1. "Gethsemane"
2. "Pearly Jim"
3. "Outside of the Inside"
4. "Missie How You Let Me Down"
5. "A Love You Can't Survive"
6. "One Door Opens"
7. "I’ll Tag Along"
8. "Bank Vault In Heaven"
9. "She Said It Was Destiny"
10. "I Misunderstood"
11. "Valerie"
12. "Can't Win"
13. "Jealous Words"
14. "Word Unspoken, Sight Unseen"

## Personeel
- Richard Thompson - gitaar en zang
- Earl Harvin - drums en dumbek
- Danny Thompson - contrabas
- Judith Owen - achtergrondzang
- Christine Collister - achtergrondzang
- Rory MacFarlane - basgitaar
- Pete Zorn - achtergrondzang, akoestische gitaar, mandoline, baritonsaxofoon en basfluit.